# 臺中市快捷巴士棕線
 █ 臺中市快捷巴士棕線（簡稱臺中BRT棕線）是臺中市快捷巴士系統中第二條曾經計畫興建營運的路線。原規劃路線為后里火車站－捷運G6站，全長18.2公里。2015年3月23日，時任林佳龍市長宣布中止BRT興建計畫。

## 概況
因應2018年國際花卉博覽會將在臺中后里馬場舉辦，臺中市政府將BRT棕線列為花博舉辦時的重要大眾運輸運具之一，故提前規劃時程。目前規劃路線起自后里火車站，甲后路－三豐路採用混合車道；三豐路－三豐路929巷（過后豐大橋）採用道路中央設置平面BRT專用道；三豐路929巷－豐原大道使用混合車道路（唯一未設車站路段）；豐原大道－西勢路－承德路－崇德環中路口採用道路中央設置平面BRT專用道（但BR6站因需與金線轉乘，故設站於豐原大道路橋下，行經橋下道路段採混合車道）；崇德環中路口－臺中捷運綠線G6站採用道路中央設置平面BRT專用道，全長18.2公里。
沿線規劃設置13站，車站位置初步規劃為BR1站（甲后路與圳寮路口）、BR2站（三豐路與三豐路100巷路口）、BR3站（三豐路與南村路口）、BR4站（豐原大道七段與三豐路路口）、BR5站（豐原大道七段與東洲路口）、BR6站（豐原大道八段與中正路口）、BR7站（豐原大道一段與西勢路口）、BR8站（崇德路五段與潭富路口）、BR9站（崇德路五段與雅潭路二段口）、BR10站（崇德路三段與環中路一段口）、BR11站（崇德路三段與昌平路二段口）、BR12站（崇德路三段與松竹路三段口）、BR13站（崇德路二段與文心路四段口）。路型配置上，初步規劃BR1站至BR2站為混合車道，BR2站至BR3站設BRT專用道（中央），BR3站至BR4站為混合車道，BR4站至BR13站設BRT專用道（中央）。

## 歷史
- 2014年11月19日：召開棕線說明會[1]。
- 2015年3月23日，時任林佳龍市長宣布中止BRT興建計畫[2]。

## 車站
車站編號呈灰色字體為曾經規劃車站，車站資料與名稱僅供參考。

### 曾經規劃的BRT車站
- 車站英文名稱依現行臺中市市公車站牌英文名稱或英文譯義所編寫，並非臺中快捷巴士官網公告名稱。

| 編號                                             | 車站名稱           |                                        | 車站位址                 | 前站距離(m) | 行政區   | 備註                                |
| ------------------------------------------------ | ------------------ | -------------------------------------- | ------------------------ | ----------- | -------- | ----------------------------------- |
| BRT棕線 為曾經規劃車站，車站資料與名稱僅供參考。 |                    |                                        |                          |             |          |                                     |
| BR1                                              | 后里火車站         | Houli Railway Station                  | 甲后路／圳寮路口         | -           | 里 區    | 臺鐵臺中線 （ █ MRT紅線）（興建中） |
| BR2                                              | 第三市場           | Third Market                           | 三豐路100巷／三豐路口    | 1200        | 里 區    | █ BRT黃線（計畫終止）               |
| BR3                                              | 中科后里園區       | Central Taiwan Science Park Houli Park | 南村路／三豐路口         | 1500        | 里 區    |                                     |
| BR4                                              | 大湳               | Da-nan                                 | 豐原大道七段／三豐路口   | 3400        | 豐 原 區 |                                     |
| BR5                                              | 石頭厝             | Shihtoucuo                             | 豐原大道七段／東洲路口   | 1000        | 豐 原 區 |                                     |
| BR6                                              | 社皮公園           | Shepi Park                             | 豐原大道八段／中正路口   | 1600        | 豐 原 區 | █ BRT金線（計畫終止）               |
| BR7                                              | 合作國小           | Ho-Tso Elementary School               | 豐原大道一段／西勢路口   | 1100        | 豐 原 區 |                                     |
| BR8                                              | 潭富路口           | Tanfu Intersection                     | 崇德路五段／潭富路口     | 2400        | 潭 子 區 |                                     |
| BR9                                              | 潭子農會東寶辦事處 | Tanzi Farmers'Assc. Dongbao Office     | 崇德路五段／雅潭路二段口 | 1000        | 潭 子 區 |                                     |
| BR10                                             | 洲際棒球場         | Intercontinental Baseball Stadium      | 崇德路三段／環中路一段口 | 1800        | 北 屯 區 |                                     |
| BR11                                             | 文昌社區           | Wenchang Community                     | 崇德路三段／昌平路口     | 1300        | 北 屯 區 |                                     |
| BR12                                             | 北屯區公所         | Beitun District Office                 | 崇德路三段／松竹路三段口 | 800         | 北 屯 區 |                                     |
| BR13                                             | 文心路口           | Wenxin Intersction                     | 崇德路二段／文心路四段口 | 1000        | 北 屯 區 | █ MRT綠線（興建中）                 |
| 機廠                                             | 豐原區成功路機廠   |                                        | 豐原區成功路             |             | 豐原區   |                                     |

## 外部連結
- 臺中市快捷巴士公司
- 臺中市快捷巴士（BRT規劃建置網頁） （页面存档备份，存于）
- 臺中市政府交通局